# PGC 36137
LEDA/PGC 36137 (auch NGC 3795A) ist eine Spiralgalaxie vom Hubble-Typ Scd mit aktivem Galaxienkern im Sternbild Großer Bär am Nordsternhimmel. Sie ist schätzungsweise 55 Millionen Lichtjahre von der Milchstraße entfernt und hat einen Durchmesser von etwa 40.000 Lichtjahren. Sie gilt als Mitglied der NGC 3795-Gruppe (LGG 244). 
Im selben Himmelsareal befinden sich u. a. die Galaxien NGC 3757 und NGC 3795.